# Triphaenopsis
Triphaenopsis är ett släkte av fjärilar. Triphaenopsis ingår i familjen nattflyn.

## Bildgalleri

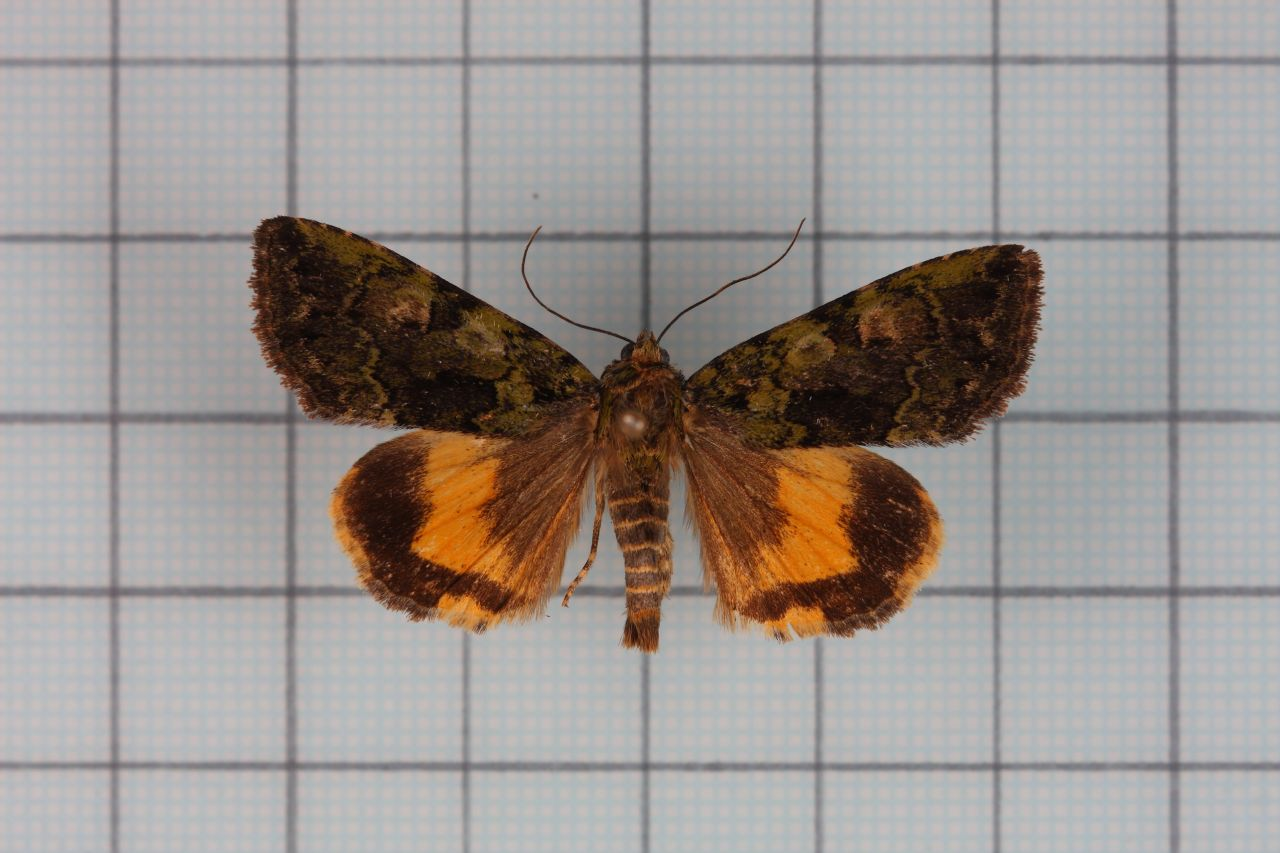

## Dottertaxa tillTriphaenopsis, i alfabetisk ordning[1]
- Triphaenopsis albipunctata
- Triphaenopsis cinerescens
- Triphaenopsis coecata
- Triphaenopsis confecta
- Triphaenopsis curtipalpis
- Triphaenopsis deochreata
- Triphaenopsis diminuta
- Triphaenopsis ella
- Triphaenopsis hyblaea
- Triphaenopsis indica
- Triphaenopsis inepta
- Triphaenopsis inornata
- Triphaenopsis insolita
- Triphaenopsis jezoensis
- Triphaenopsis largetaui
- Triphaenopsis leurostigma
- Triphaenopsis literata
- Triphaenopsis lucilla
- Triphaenopsis maculata
- Triphaenopsis modesta
- Triphaenopsis nigriplaga
- Triphaenopsis nikkonis
- Triphaenopsis opulenta
- Triphaenopsis perversa
- Triphaenopsis postalbata
- Triphaenopsis postflava
- Triphaenopsis pulcherrima
- Triphaenopsis punctisignata
- Triphaenopsis putealis
- Triphaenopsis sachaliensis
- Triphaenopsis viridescens